# Dora Kallmus
Dora Philippine Kallmus (känd som Madame d’Ora), född 20 mars 1881 i Wien, död 30 oktober 1963 i Frohnleiten i Steiermark, var en österrikisk fotograf.

## Biografi
Dora Kallmus far Philipp Kallmus (1842–1918), var jurist i Wien och kom från Prag, modern Malvine Sonnenberg (1853–1892), kom från Krapina i Kroatien.
Dora Kallmus fick tidigt praktik genom att arbeta i Hans Makarts ateljé åt hans son som var fotograf. Hon blev år 1905 den första kvinnan som antogs till teoretiska kurser på konstskolan Wiener Graphische Lehr- und Versuchsanstalt och dessutom invald i Österrikes förening för fotografer.
Från januari till maj 1907 var hon lärling hos porträttfotografen Nicola Perscheid. Därefter öppnade hon tillsammans med fotografen Arthur Benda egen fotoateljé, Atelier d'Ora i Wiener Bezirk. De arbetade med porträtt av både okända och mer kända personer från Wien. Kunderna var konstnärer och intellektuella som Arthur Schnitzler, Anna Pavlova, Gustav Klimt, Pablo Casals och Anita Berber. År 1916 fotograferade hon kröningen av Karl I av Österrike, och gjorde även en porträttserie på hela den kejserliga familjen.
Efter 1917 arbetade hon även som modefotograf, delvis i samarbete med modeavdelningen hos Wiener Werkstätte. Hon var även inriktad på aktfotografi och dans. År 1919 konverterade hon från judendom till romersk-katolska kyrkan.
År 1927 lämnade hon Atelier d'Ora efter en konflikt med Arthur Benda. Hon reste till Paris och verkade fortsättningsvis i egen rörelse där och kom hon att bygga en berömmelse som fotograf. Hon blev huvudfotograf åt skådespelaren och sångaren Maurice Chevalier. Hon arbetade med Josephine Baker, Tamara de Lempicka, Fritzi Massary, Marlene Dietrich och Coco Chanel. Som modefotograf arbetade hon bland annat för Lady, Madame och Officiel de la Couture et de la Mode och stora modehus i Paris som Rochas, Patou, Lanvin och Chanel.
Efter de tyska truppernas invasion av Frankrike 1940 fick hon problem genom sin judiska bakgrund och var tvungen att hastigt lämna sin studio i Paris. Hon stannade som flykting i södra Frankrike i ett kloster och på en gård i Ardèche. Hennes syster Anna, med vilken hon bodde i Paris, deporterades och mördades.
Dora Kallmus återvände till Österrike 1946 och fotograferade flyktingläger och den ödelagda staden Wien. Senare porträtterade hon även Somerset Maugham, Yehudi Menuhin och Marc Chagall, som är del av hennes senare verk, den så kallade "Slaughterhouse-serien" med bilder i dramatiska färger.
Efter en bilolycka år 1959 förlorade hon sitt minne. Hon tillbringade sina sista år hos en vän till sin syster Anna i Frohnleiten, där hon dog år 1963.
År 2016 grundades en Madame-d'Ora-Park (Gemeinschaftsgarten Madame d'Ora) i Wien.